# راه‌آهن زیرزمینی معکوس
راه‌آهن زیرزمینی معکوس نامی است که به شکل طعنه آمیز به رویه ای درقبل از جنگ داخلی آمریکا داده می‌شد که به ربودن برده‌های فراری در ایالات آزاد و حتی سیاه‌پوستان آزاد و انتقال آنها به ایالت‌های برده دار، فروش آنها به عنوان برده، یا گهگاه گرفتن پاداش به خاطر بازگشت فراری‌ها اشاره دارد. کسانی که از این اصطلاح استفاده می‌کردند طرفدار برده داری بودند و از «راه‌آهن زیرزمینی» که به بردگان کمک می‌کرد تا فرار کنند، خشمگین بودند. همچنین «راه‌آهن زیرزمینی معکوس» حوادثی داشت اما به طور شبکه ای نبود و فعالیت‌های آن همیشه به صورت مخفیانه انجام نمی‌شد. نجات سیاه پوستانی که ربوده شده بودند، غیرعادی بود.
سه روش آدم‌ربایی به کار گرفته می‌شد: آدم‌ربایی فیزیکی، اغوا (ربودن از طریق حیله) سیاه پوستان آزاد و دستگیری فراریان.راه‌آهن زیرزمینی معکوس به مدت ۸۵ سال از سال ۱۷۸۰ تا ۱۸۶۵ فعالیت کرد. این نام اشاره‌ای به راه‌آهن زیرزمینی است، شبکه‌ای غیررسمی از ابولیشنیزم در ایالات متحده و کسانی که به برده‌های فراری برای آزادی کمک می‌کردند، عموماً در کانادا و همچنین در مکزیک که برده‌داری در آنجا لغو شده بود.

## رواج
آمریکایی‌های آفریقایی‌تبار آزاد اغلب از جنوبی‌ترین ایالت‌های آزاد، در امتداد مرزهای ایالت‌های برده دار دلاور، مریلند، کنتاکی و میسوری ربوده می‌شدند، اما آدم‌ربایی در ایالت‌های شمالی تر، مانند نیویورک، پنسیلوانیا و ایلینویز نیز رواج داشت. و همچنین دربرخی از ایالت‌های جنوبی که تمایل به لغو قانون داشتند مانند تنسی.

### نیویورک و پنسیلوانیا
سیاه پوستان آزاد در نیویورک و فیلادلفیا به ویژه در برابر آدم‌ربایی آسیب‌پذیر بودند. در نیویورک، باندی به نام «پرنده‌های سیاه» به‌طور منظم مردان، زنان و کودکان را سرکشی می‌کردند که گهگاه با حمایت و مشارکت پلیس و مقامات شهری اینکار را انجام می‌دادند. در فیلادلفیا، روزنامه‌های سیاه‌پوست اغلب آگهی‌هایی برای کودکان گمشده منتشر می‌کردند، از جمله یکی از این آگهی‌ها برای دختر ۱۴ ساله سردبیر روزنامه بود. کودکان به ویژه در معرض آدم‌ربایی بودند. در یک دوره دو ساله، حداقل صد کودک تنها در فیلادلفیا ربوده شدند.

### دلاور، مریلند و ویرجینیا
از سال ۱۸۱۱ تا ۱۸۲۹، مارتا «پتی» کانن رهبر گروهی بود که برده‌ها و سیاه‌پوستان آزاد را از شبه‌جزیره دلماروا در دلاور، مریلند، ویرجینیا وخلیج چساپیک می‌دزدید و آنها را به صاحبان مزارع در مناطق جنوبی تر می‌فروخت. او برای چهار قتل در سال ۱۸۲۹ متهم شد و در حالی که در انتظار محاکمه بود، در زندان درگذشت. ظاهراً خودکشی از طریق مسمومیت با آرسنیک بود.

### ایلینوی
جان هارت کرنشاو یک زمین‌دار بزرگ، نمک‌ساز و تاجر برده بود، از دهه ۱۸۲۰ تا ۱۸۵۰، مستقر در جنوب شرقی ایلینویز در شهرستان گالاتین و یکی از همکاران تجاری قانون‌گذار کنتاکی و قانون‌شکن، جیمز فورد بود. گفته می‌شود کرنشاو و فورد سیاه‌پوستان آزاد را در جنوب شرقی ایلینوی می‌دزدیدند و در ایالت کنتاکی می‌فروختند. اگرچه ایلینویز یک ایالت آزاد بود، کرنشاو حوزچه تبخیر نمک را در نزدیکی ایکوالیتی، ایلینویز از دولت ایالات متحده اجاره کرد، که استفاده از بردگان را برای کار طاقت فرسای کشیدن و جوشاندن آب نمک از چشمه‌های نمک محلی برای تولید نمک مجاز می‌دانست. بعدها به دلیل نگهداری و «پرورش» بردگان توسط کرنشاو و ربودن سیاه پوستان آزاد تحت فشار قرار گرفتند، خانه او به عنوان خانه برده قدیمی شناخته شد.
موارد دیگر راه‌آهن زیرزمینی معکوس در ایلینویز در بخش‌های جنوب غربی و غربی این ایالت، در امتداد رودخانه می‌سی‌سی‌پی در مرز ایالت برده‌داری میزوری رخ داد. در سال ۱۸۶۰، جان و نانسی کورتیس به دلیل تلاش برای ربودن بردگان آزاد شده خود در شهرستان جانسون، ایلینویز برای فروش مجدد به برده داری در میزوری دستگیر شدند. سیاه پوستان آزاد نیز در جرسی کانتی، ایلینوی ربوده شدند و به عنوان برده در میزوری فروخته شدند.

### ایالات جنوبی
ملوانان سیاه‌پوستی که به ایالت‌های جنوبی سفر می‌کردند با خطر آدم‌ربایی مواجه شدند. کارولینای جنوبی قانون دریانوردان سیاه‌پوست را در سال ۱۸۲۲ به دلیل ترس از اینکه ملوانان سیاه‌پوست آزاد الهام‌بخش شورش‌های برده‌ها شوند، تصویب کرد که بر اساس آن تا زمانی که کشتی‌شان لنگر انداخته بود، زندانی بودند. این امر می‌تواند منجر به فروخته شدن ملوان‌های سیاه‌پوست به بردگی شود، اگر کاپیتان‌هایشان هزینه‌های ناشی از زندانی شدن آن‌ها را پرداخت نکنند، یا اگر اسناد آزادی‌شان گم شود.
در دهه‌های ۱۸۲۰ تا ۱۸۳۰، جان آ. مورل یک باند غیرقانونی را در غرب تنسی رهبری کرد. او یک بار به خاطر یک برده آزاد که در ملک اوبود، گرفتار شد. روش او این بود که بردگان را از مزارعشان ربوده، به آنها وعده آزادی می‌داد ولی آنها را به دیگر صاحبان برده می‌فروخت. اگر مورل در خطر گرفتار شدن با بردگان ربوده شده قرار می‌گرفت، بردگان را می‌کشت تا از دستگیری با اموال مسروقه که جرم بزرگی در جنوب ایالات متحده تلقی می‌شد فرار کند. در سال ۱۸۳۴، مورل دستگیر و به ده سال زندان در زندان ایالتی تنسی در نشویل به جرم دزدی برده محکوم شد.

## مسیرها

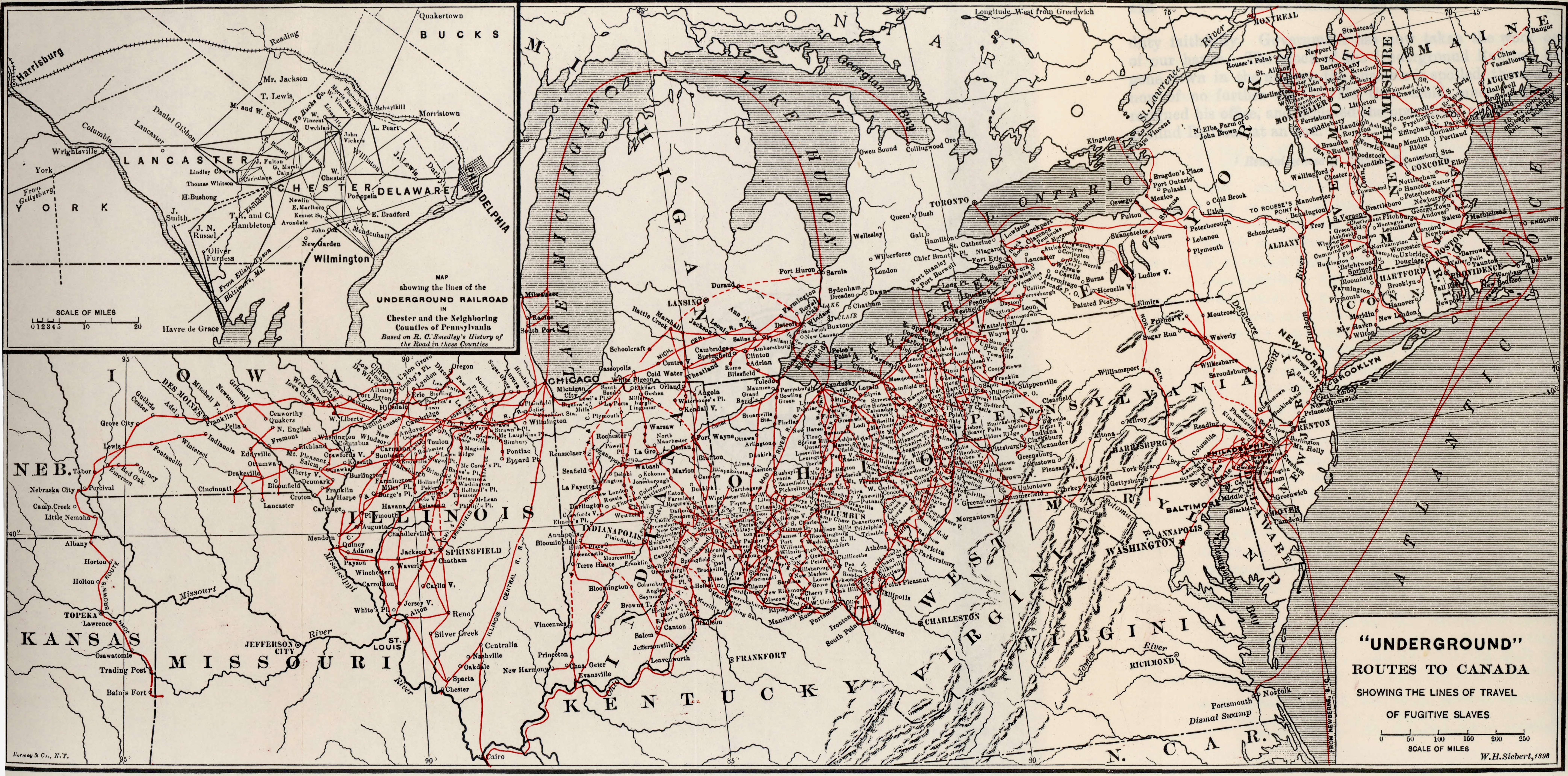
نقطه مقابل بردگی راه‌آهن زیرزمینی معکوس، آزادی راه‌آهن زیرزمینی بود که مسیرهایی را بر روی نقشه نشان می‌داد که هزاران برده فراری را در شمال ایالات متحده، کانادا و مکزیک به رهایی می‌رساند.

روزنامه دیده‌بان آفریقایی در سال ۱۸۲۷ توضیح داد که چگونه چندین کودک فیلادلفیا را با وعده هلو، پرتقال و هندوانه در یک شیب کوچک، در لنگرگاه رودخانه دلاور، فریب دادند، سپس بلافاصله درزنجیر به کشتی انداختند، و یک سفر طولانی با کشتی طی کردند. هنگامی که فرود آمدند، آنها از میان نیزار، باتلاق و مزارع ذرت به خانه جو جانسون و جسی و پتی کانن، در خط مرزی بین دلاور و مریلند، راهپیمایی کردند، جایی که آنها را برای مدت قابل توجهی در قل و زنجیر نگه داشتند. از آنجا، آنها را دوباره به مدت یک هفته یا بیشتر سوار کشتی دیگری کردند، یکی از بچه‌ها شنید که کسی در مورد خلیج چساپیک در مریلند صحبت می‌کند. پس از پیاده شدن از کشتی، آنها دوباره صدها مایل در آلاباما راهپیمایی کردند تا اینکه به راکی اسپرینگز، می‌سی‌سی‌پی رسیدند.
در همین بخش، زنجیره ای از پست‌های ریلی زیرزمینی معکوس «تأسیس شده از پنسیلوانیا تا لوئیزیانا» توضیح داده شد.
در غرب، آدم ربایان سوار بر آب رودخانه اوهایو می‌شدند، بردگان را در کنتاکی می‌دزدیدند و افراد آزاد را در اوهایو جنوبی، ایندیانا و ایلینوی می‌ربودند که سپس به ایالت‌های برده منتقل می‌کردند.

### شرایط سفر
بسیاری از سیاه پوستان ربوده شده با پای پیاده به سمت جنوب حرکت کردند. برای جلوگیری از فرار مردان آنها به هم زنجیر شده بودند، در حالی که زنان و کودکان کمتر محدود بودند.

## پیشگیری و نجات
در اوایل سال ۱۷۷۵،آنتونی بنزت و دیگران در فیلادلفیا با یکدیگر ملاقات کردند و انجمنی برای امداد سیاه‌پوستان آزاد که به‌طور غیرقانونی در باندج نگهداری می‌شدند، تشکیل دادند تا بر مداخله در پرونده‌های سیاه‌پوستان و سرخپوستانی که ادعا می‌کردند به‌طور غیرقانونی برده شده‌اند، تمرکز کنند. این گروه بعداً به عنوان انجمن لغو دو نژادی پنسیلوانیا سازماندهی مجدد شد. انجمن حفاظت از فیلادلفیا، یکی از اعضای کمکی و حمایت کننده انجمن لغو پنسیلوانیا، در سال ۱۸۲۷ برای «جلوگیری از آدم‌ربایی و دزدی انسان» تأسیس شد. در ژانویه ۱۸۳۷، کمیته هوشیاری نیویورک، که به دلیل اینکه هر سیاه‌پوست آزاد در معرض خطر ربوده شدن بود، تأسیس شد، گزارش داد که از ۳۳۵ نفر در برابر برده داری محافظت کرده‌است. دیوید ای راگلز، سردبیر روزنامه سیاه‌پوست و خزانه دار سازمان، در مقاله خود از تلاش‌های بیهوده خود برای متقاعد کردن دو قاضی نیویورکی برای جلوگیری از آدم‌ربایی غیرقانونی و همچنین نجات فیزیکی موفق دختر جوانی به نام چاریتی واکر از خانه نیویورک ربایندگانش می‌نویسد.
قدرتهای ایالتی و شهری در جلوگیری از آدم‌ربایی، حتی قبل از قانون برده فراری در سال ۱۸۵۰، با مشکل مواجه بودند. انجمن لغو پنسیلوانیا سوابق سیاه‌پوستان دستگیر شده را برای آزادی افرادی که به اشتباه بازداشت شده‌اند مقایسه کرد، فهرستی از افراد ناپدید شده را که ربوده‌شدگان احتمالی بودند، نگه داشت و کمیته آدم‌ربایی را تشکیل داد. با این حال مشخص شد که این تلاش‌ها پرهزینه هستند و به دلیل عدم پایداری، کارایی خوبی ندارند.
شهروندان، به‌ویژه شهروندان سیاه‌پوست آزاد، در لابی کردن دولت‌های محلی برای اتخاذ تدابیر قوی‌تر علیه آدم‌ربایی فعال بودند. در سال ۱۸۰۰، ریچارد آلن و ابسالوم جونز طوماری را از۷۳ شهروند سیاه‌پوست آزاد به کنگره فرستادند و خواستار توقف آدم‌ربایی شدند، نادیده گرفته شد. به دلیل عدم کارایی نهادهای دولتی، سیاه پوستان آزاد اغلب مجبور به استفاده از روش‌های خاص خود برای محافظت از خود و خانواده خود شدند. چنین روش‌هایی شامل نگه داشتن مدارک آزادی خود در هر زمان و اجتناب از تماس با غریبه‌ها وهمچنین مناطق خاص بود. گروه‌های هوشیار نیز برای حمله به آدم ربایان، از جمله آدم ربایان سیاهپوست، تشکیل شدند که بعدها جهانی شدند، توسط جامعه آزاد آفریقایی-آمریکایی محکوم شدند.
در فیلادلفیا، پاسبان ساموئل پارکر گاریگز چند سفر به ایالت‌های جنوبی به دستور شهردار جوزف واتسون انجام داد تا کودکان و بزرگسالانی را که از خیابان‌های شهر ربوده شده بودند، نجات دهد. او همچنین با موفقیت به دنبال آدم ربایان آنها رفت. یکی از این موارد چارلز بیلی بود که درچهارده سالگی در سال ۱۸۲۵ربوده شد و سرانجام توسط گاریگز پس از جستجوی سه ساله نجات یافت. متأسفانه، این جوان کتک خورده و لاغر چند روز پس از بازگرداندن به فیلادلفیا درگذشت. گاریگز توانست رباینده بیلی، کاپیتان جان اسمیت، با نام مستعار توماس کالینز، رئیس باند جانسون را پیدا کند و دستگیر کند. او همچنین جان پورنل از باند Patty Cannon را ردیابی و دستگیر کرد. واتسون شکار آدم ربایان را در چندین روزنامه منتشر کرد و ۵۰۰ دلار جایزه داد. در یک مورد، یک پسر۱۵ساله سیاه‌پوست شجاع به نام سام اسکامپ دربارهٔ ربوده شدن خود در هنگام تلاش برای فروش به یک کشاورز سفیدپوست جنوبی به نام جان همیلتون صحبت کرد. خود کارخانه‌دار با شهردار واتسون تماس گرفت تا پسر و یک جوان ربوده شده دیگر را نجات دهند.

## در فرهنگ عامه
در سال ۱۸۵۳،سالومون نورثاپ کتاب دوازده سال بردگی را منتشر کرد، خاطراتی از ربوده شدن خود از نیویورک و دوازده سالی که به عنوان برده در لوئیزیانا گذرانده بود. کتاب او پس از انتشار در ۳۰۰۰۰نسخه فروش رفت. روایت او به فیلمی در سال ۲۰۱۳ تبدیل شد که برنده سه جایزه اسکارشد. Comfort: A Novel of the Reverse Underground Railroad اثر HA Maxson و Claudia H. Young در سال ۲۰۱۴ منتشر شد.
نشریات ابلیشینست، اغلب برای نشریات خود از گزارش‌های افرادی که به بردگی ربوده شده بودند استفاده می‌کردند. ثار قابل توجهی که این گزارش‌ها را منتشر کردند عبارتند از The African Observer، یک نشریه ماهانه که از گزارش‌های دست اول برای نشان دادن زشتیهای برده‌داری استفاده می‌کرد، و همچنین داستان‌های ظلم آیزاک هاپر، مجموعه‌ای از گزارشهای آدم‌ربایی توسط آیزاک هاپر.

## قابل توجه ربایندگان غیرقانونی برده و پرورش دهندگان غیرقانونی برده
- پتی کانن و کانن جانسون گنگ
- جان هارت کرنشاو
- جان آ. مورل
- «عمو باب» ویلسون

## قربانیان قابل توجه
- سولومون نورتاپ

## نگارخانه

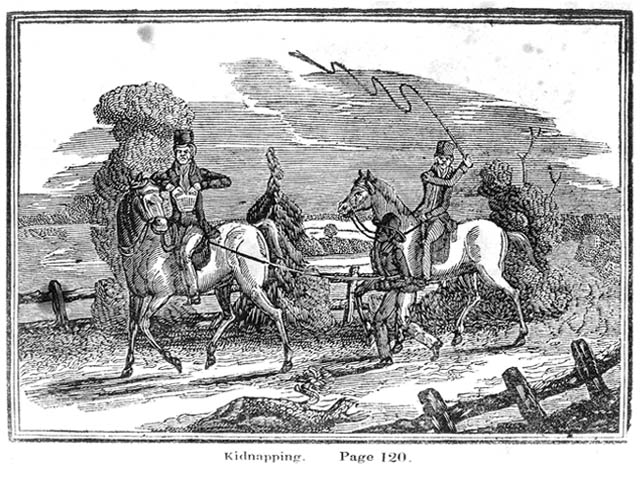
ربودن یک سیاه پوست آزاد، در ایالت‌های آزاد ایالات متحده، برای فروخته شدن به بردگی جنوب، از سالنما ۱۸۳۴ بوستون ضد برده داری.
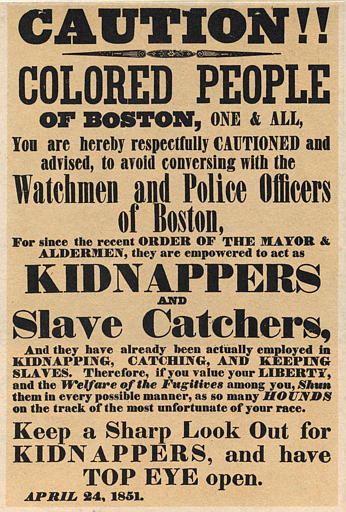
یک پوستر لغو ممنوعیت ۲۴ آوریل ۱۸۵۱ که به "مردم رنگین پوست بوستون " در مورد پلیس‌هایی که به عنوان " آدم‌ربایی و برده گیران " عمل می‌کنند هشدار می‌دهد.
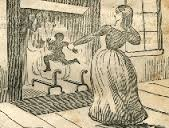
پتی کانن شبه‌جزیره دیلماروا دلاور (ایالت) .
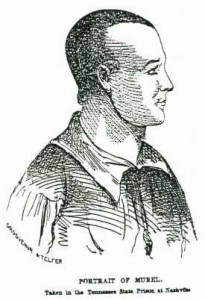
جان ا. مورل از غرب تنسی .
جان هارت کرنشاو ، از جنوب شرقی ایلینوی ، به همراه همسرش، فرانسین "سیناً تیلور.جان هارت کرنشاو ، از جنوب شرقی ایلینوی ، به همراه همسرش، فرانسین "سیناً تیلور.
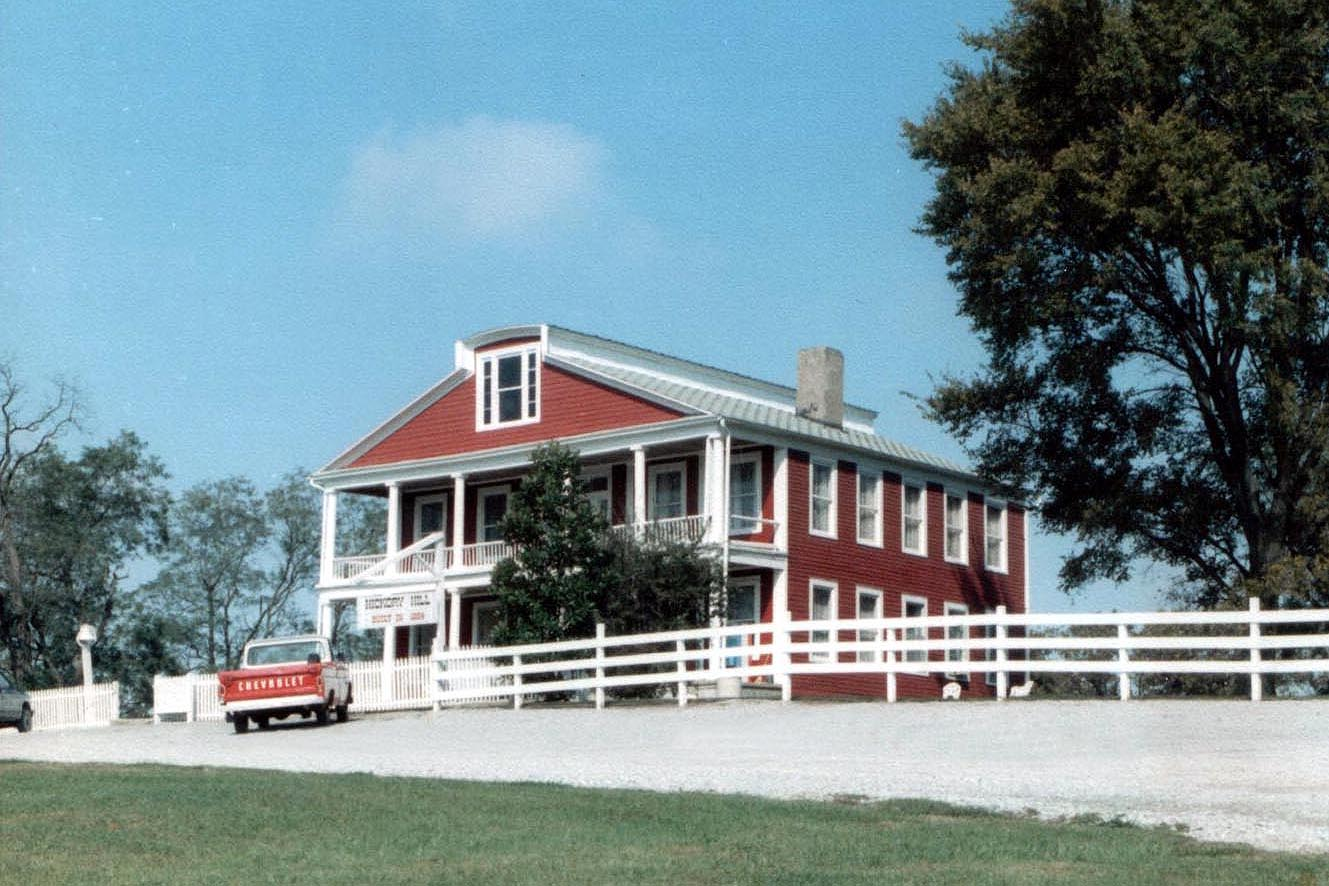
عمارت هیکوری هیل جان هارت کرنشاو ، در شهرستان گالاتین، ایلینوی ، که به نام « خانه برده قدیمی » معروف است.
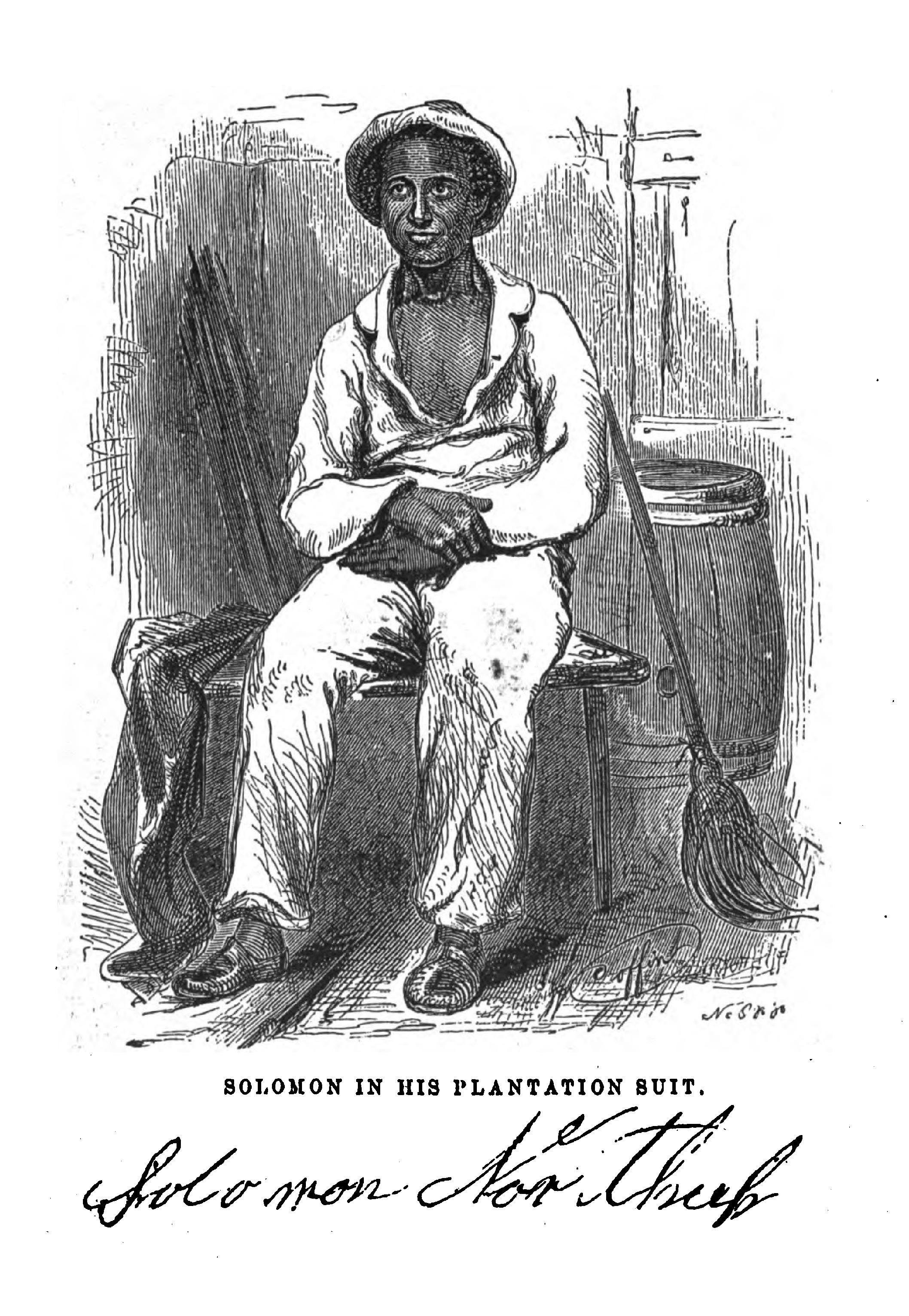
سالومون نورثاپ ، سیاهپوست آزاد متولد نیویورک (ایالت) که بعداً توسط شکارچیان برده ربوده شد.
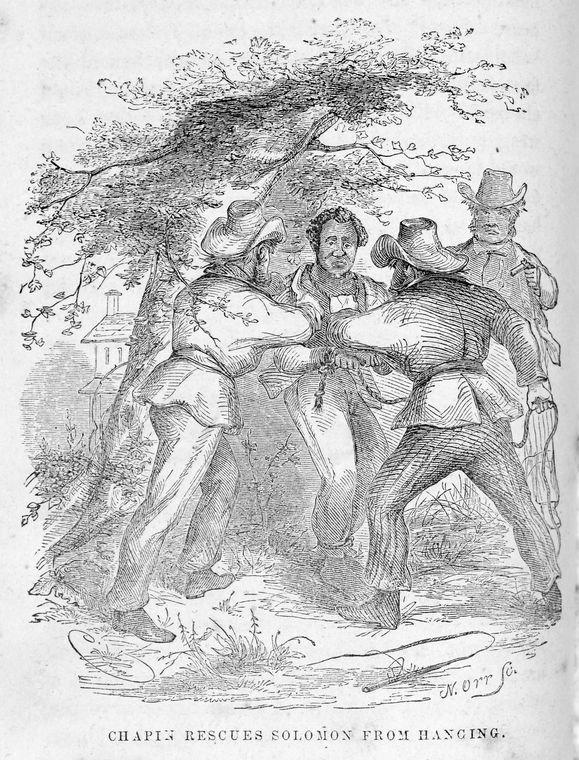
تصویری از Twelve Years A Slave ، خاطرات سالومون نورثاپ ، 1853: "Solomon را از آویزان نجات می‌دهد".
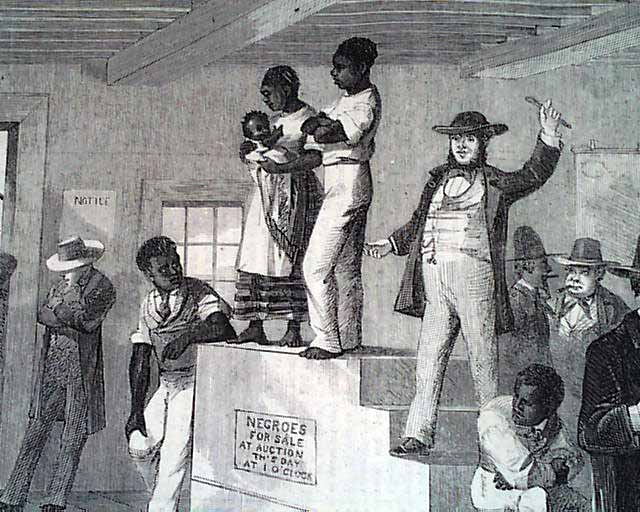
یک حراج معمولی برده قرن نوزدهم در جنوب ایالات متحده.